# Florin Roman
Florin-Claudiu Roman (n. 22 aprilie 1974, Alba Iulia, România) este un deputat român, ales în 2016, respectiv 2020. Între 25 noiembrie-15 decembrie 2021 a fost Ministrul Cercetării, Inovării și Digitalizării în Guvernul Nicolae Ciucă. Florin Roman și-a dat demisia în urma unor acuzații de plagiat. O analiză din iunie 2025, realizată de Europa Liberă, relevă că el s‑a aflat printre cei 17 parlamentari care dețin proprietăți în București sau județul Ilfov și care, în același timp, încasau chirii de la stat.
Florin Roman este membru PNL, făcând anterior parte din PDL.